# Mickey Mouse (tira de prensa)
Mickey Mouse es una tira cómica estadounidense de The Walt Disney Company protagonizada por Mickey Mouse y es el primer ejemplar publicado de los cómics de Disney. La tira debutó el 13 de enero de 1930 y se publicó hasta el 29 de julio de 1995. Fue distribuida por King Features Syndicate hasta 1990, cuando Disney cambió a Creators Syndicate, que distribuyó la tira hasta 2014 (en repeticiones después de 1995).
Las primeras entregas fueron escritas por Walt Disney, con ilustraciones de Ub Iwerks y Win Smith. A partir de la tira del 5 de mayo de 1930, las tareas artísticas fueron asumidas por Floyd Gottfredson (a menudo ayudado por varios entintadores), quien también escribió o supervisó las continuidades de la historia (contando con varios escritores para desarrollar sus tramas). Gottfredson continuó con la tira hasta 1975.
En 1931, la tira de Mickey Mouse se publicó en 60 periódicos de los Estados Unidos, así como en periódicos de otros veinte países. A partir de 1940, las tiras se reimprimieron en la revista de cómics mensual "Walt Disney's Comics and Stories", y desde entonces las reimpresiones de Gottfredson se han convertido en un elemento básico de las publicaciones de cómics de Disney en todo el mundo.
Walt Disney's Mickey Mouse, una colección definitiva del trabajo de Gottfredson, fue publicada por Fantagraphics Books de 2011 a 2018. Hay catorce volúmenes en el conjunto: doce libros de las tiras diarias de 1930 a 1955, y dos volúmenes de las páginas dominicales a color de Gottfredson de 1932 a 1938.

## Desarrollo

### Comienzos
Joseph Connolly, presidente del King Features Syndicate, sugirió una tira cómica de "Mickey Mouse" en una carta del 24 de julio de 1929 al animador Ub Iwerks: "Creo que su animación del ratón es una de las más divertidas que he visto en el cine. Por favor, considere producir una en forma de tira cómica para los periódicos. Si puede encontrar tiempo para hacer una, me interesaría mucho ver algunos ejemplares". El equipo de Disney estaba ocupado produciendo nuevos dibujos animados, pero en noviembre, el sindicato aprobó muestras de la nueva tira. La tira cómica se lanzó el 13 de enero de 1930, escrita por el propio Disney, con arte de Ub Iwerks.
La tira comenzó con el joven Mickey como un ratón optimista e imaginativo que vive en una granja y sueña con convertirse en un gran aviador como su héroe, Charles Lindbergh. En una secuencia basada en el cortometraje de 1928 Plane Crazy, Mickey arma un avión casero y emprende un vuelo con su novia Minnie. Ella se cae del avión y Mickey viaja a través de una tormenta para aterrizar en una isla desierta, habitada por nativos feroces que quieren cocinarlo vivo.
Cuando se lanzaron estas primeras tiras en enero de 1930, Iwerks abandonó el estudio Disney y firmó un contrato con el competidor de Disney Pat Powers para dejar Disney y comenzar un estudio de animación con su propio nombre. Win Smith, quien había estado entintando las tiras, se hizo cargo también del dibujo a lápiz en la tira del 10 de febrero. Smith abandonó el estudio en abril tras una discusión con Walt Disney, que quería que se hiciera cargo de la escritura de la tira. Como "reemplazo temporal", Disney le pidió a un joven "intermediario" del estudio llamado Floyd Gottfredson que lo sustituyera. La primera tira de Gottfredson se publicó el 5 de mayo y él se hizo cargo del guion dos semanas después. Continuaría siendo la fuerza creativa de la tira durante más de 45 años.
Si bien los primeros meses de la tira tenían una trama poco definida, el ritmo y el estilo seguían siendo los habituales en las tiras cómicas de chiste diario. Con las tiras de aventuras y continuidad diaria como "The Gumps" y "Wash Tubbs" volviéndose cada vez más populares, King Features Syndicate le pidió a Disney que convirtiera Mickey Mouse en una tira de aventuras más seria.
Esto dio lugar a la primera historia de aventuras, "Mickey Mouse en el Valle de la Muerte", que se desarrolló del 1 de abril al 20 de septiembre de 1930. La historia, iniciada por Smith y continuada por Gottfredson, involucra a un abogado corrupto, Sylvester Shyster, y su socio matón Peg-Leg Pete, que secuestran a Minnie para encontrar un mapa de la mina de oro escondida de su tío Mortimer en el Valle de la Muerte. Mickey y Minnie compiten con Shyster y Pete hasta el desierto para reclamar la mina. La historia pasa por una serie de tropos del melodrama del Oeste: una persecución desesperada a caballo, tiroteos, un viejo sheriff cascarrabias, la heroína encerrada en una celda de la cárcel, o el héroe injustamente tildado de proscrito. Durante seis meses, Gottfredson dejó en claro que Mickey Mouse podía ofrecer acción y emoción.
La siguiente historia, "Mr. Slicker y los ladrones de huevos", incluye una secuencia en la que Mickey, convencido de que Minnie lo ha dejado por un rival, pasa una semana intentando (sin éxito) suicidarse. Intenta dispararse, gasearse, ahogarse y ahorcarse, antes de decidir que está exagerando y desiste de la idea.

### Década de 1930
En 1931, en un truco publicitario, Mickey, que acababa de coronarse campeón de boxeo en la historia "Mickey Mouse, campeón de boxeo" de la tira, se hizo una fotografía y luego animó a los lectores a que le enviaran un sobre con estampilla y dirección a través del periódico para obtener una copia. Gottfredson pintó una "foto" que se imprimió en tarjetas y se envió a los lectores. Según un comunicado de prensa de Disney, recibieron más de 20.000 solicitudes de la imagen, lo que demostró el gran atractivo de la tira.
Una historia de principios de 1932, "El gran robo del orfanato", se considera un hito en la narrativa cada vez más sofisticada de Gottfredson. Para recaudar dinero para un orfanato, Mickey y sus amigos ponen en escena "La cabaña del tío Tom", pero cuando la obra termina, descubren que el dinero ha sido robado. Los ladrones son Shyster y Pete, que vuelven a la tira después de un año y medio, pero se las arreglan para culpar al amigo de Mickey, Horace Horsecollar, que es encarcelado. Mickey persigue a los villanos, pero su desaparición también hace que las sospechas recaigan sobre él. In the second volume of the 2011 reprint collection, comics historian Thomas Andrae describes the resulting storyline:

El dominio recién adquirido por Gottfredson del formato serial es evidente en casi todas las tiras de "Orphanage Robbery". Primero nos sentimos atraídos a la historia al seguir el intento diario de Mickey de aumentar el total acumulado para el fondo de los huérfanos. Luego el suspenso aumenta mediante el uso de una emocionante persecución, convenientemente proporcionada por [el cortometraje de Mickey de 1932] "The Klondike Kid", así como técnicas de montaje cruzado desarrolladas a partir de viejos seriales de películas, otra influencia que Gottfredson ahora aprendió a imitar con facilidad. La tira va y viene entre el juicio, la condena y la casi ejecución de Horace Horsecollar, quien es falsamente acusado del robo, y el progreso de Mickey en la búsqueda de los villanos.

La primera página dominical apareció el 10 de enero de 1932 y estaba dirigida a un público más joven, como la mayoría de las tiras cómicas dominicales de la época. En septiembre de 1932, la Sra. Fieldmouse encargó a Mickey la tarea de cuidar a sus dos molestos gemelos, Morty y Ferdie, que mantuvieron su casa alborotada durante dos meses de tiras. Lo llamaban "Unca' Mickey", aunque no parecían ser parientes reales, pero cuando regresaron en marzo de 1935 para otra continuidad dominical, eran de hecho los sobrinos de Mickey.
Otras historias memorables de principios de la década de 1930 incluyen "Blaggard Castle" de 1932-33, en la que Mickey y Horace son capturados e hipnotizados por tres científicos locos: el Profesor Ecks, el Profesor Doublex ("Profesor Kappa" en Español), y el Profesor Triplex. Y "The Mail Pilot" de 1933, donde Mickey encuentra a Shyster y Pete una vez más, gobernando un reino secreto de zeppelin en las nubes.
El mejor amigo de Mickey, Goofy, se unió a la tira en enero de 1933, todavía usando el apodo proto-Goofy, "Dippy Dawg". A finales de año, entró en el negocio con Mickey como detectives en "La loca ola de crímenes", investigando los misteriosos robos de cabello y ropa interior de franela roja en toda la ciudad. El personaje apareció en varias historias como Dippy, hasta enero de 1936, cuando se le llama "Goofy" por primera vez en la tira.
Donald Duck apareció por primera vez en las páginas dominicales en febrero de 1935, donde involucró a Mickey en "El caso de los abrigos desaparecidos", y luego se quedó para pelear con Morty y Ferdie. En marzo de 1935, en "Editor-in-Grief", el descarado pato fue contratado como repartidor de periódicos, vendiendo el periódico militante de Mickey, "The Daily War-Drum".  Regresó a la tira en el otoño de 1936 para "Los siete fantasmas", ayudando a Mickey y Goofy a investigar una mansión embrujada. Esta sería su última aparición en la tira de Mickey Mouse; a partir de agosto de 1936, Donald fue la estrella de una secuencia de un año en la tira cómica domincal Silly Symphony, y obtuvo su propia tira cómica en 1938. Dado que Mickey y Donald podían aparecer en periódicos rivales, a los personajes no se les permitía cruzar a la tira del otro.
Otra historia muy recordada de la década de 1930 es "Mickey Mouse Outwits the Phantom Blot", publicada entre mayo y septiembre de 1939. En esta historia, el Jefe O'Hara contrata a Mickey para capturar a un nuevo criminal que se hace llamar "The Blot" (conocido como "Mancha Negra" en publicaciones en español). Según O'Hara, es el ladrón más inteligente que han conocido, pero el Detective Casey llama a este nuevo criminal un loco. Lo único que roba son cámaras de un tipo especial y las rompe en el acto (El extraño crimen y el motivo detrás de él se parecen mucho a la historia de Sherlock Holmes "Los seis Napoleones"). El crimen parece excéntrico, pero el villano es mortalmente serio: tres veces durante la historia, captura a Mickey y lo deja en peligro mortal, y ambos se involucran en una persecución en automóvil, una persecución en barco y una batalla por el control de un avión que se estrella. Al final, The Blot es capturado y desenmascarado. El personaje fue apodado "The Phantom Blot" en 1941, cuando las tiras se reimprimieron en el número 16 de "Four Color" (primera serie) de Dell Comics, "Mickey Mouse Outwits the Phantom Blot". El nombre se quedó y el personaje permaneció como "The Phantom Blot" desde entonces.
En las páginas dominicales de agosto a noviembre de 1938, Mickey actuó en una adaptación del cortometraje de dibujos animados Brave Little Tailor, enmarcado con segmentos que lo mostraban como actor, siendo elegido para la película por Walt Disney. Este fue el último trabajo de Gottfredson en la tira dominical. En ese momento, Manuel Gonzales asumió como el artista principal de las tiras dominicales de Mickey y permaneció en el puesto hasta 1981 (a excepción de su servicio militar durante la Segunda Guerra Mundial, de 1942 a 1945). Gonzales y el escritor Merrill De Maris continuaron escribiendo la historia ocasional de varias semanas, con una continuidad especialmente larga de cuatro meses de marzo a julio de 1940, "La exposición fotográfica". La última historia dominical, "El experimento del profesor", se publicó de noviembre de 1943 a marzo de 1944. (Esta también resultó ser la última aparición del sobrino de Mickey, Ferdie, en la tira; a partir de 1944, el gemelo de Ferdie, Morty, siempre apareció solo). En su apogeo, la tira dominical "...apareció en 120 periódicos de todo el mundo con una circulación colectiva de más de 20 millones de lectores cada semana".

### Década de 1940
Gottfredson dejó de trazar la tira en junio de 1943 y se la pasó al agente de prensa de Disney, Bill Walsh, que escribió la tira durante los siguientes veinte años. Las dos primeras historias de Walsh trataban sobre la lucha contra las potencias del Eje; la segunda, con Mickey Mouse en una misión secreta, enfureció tanto a Adolf Hitler que exigió a Benito Mussolini que impidiera a los italianos publicar la revista de cómics Topolino (Mickey Mouse).
Como a Walsh no le interesaba Mickey Mouse como personaje, y le gustaba la ciencia ficción, el misterio y el terror, sus historias rápidamente se distanciaron de las de la década anterior. Walsh creó varios personajes extraños e hizo que los antagonistas de Mickey fueran más oscuros y letales. En "The 'Lectro Box'" (octubre de 1943-febrero de 1944), Mickey y su sobrino Morty crean una máquina poderosa e impredecible, que pronto atrae al monstruoso científico loco Dr. Grut y su pandilla de Aberzombies controlados mentalmente. Unos meses después, Mickey, Minnie y Pluto visitaron The World of Tomorrow (julio-noviembre de 1944), donde Pegleg Pete gobernaba el mundo con sus robots mortales, los Mekka Men. En la siguiente historia, "La casa del misterio" (noviembre de 1944-enero de 1945), la malvada científica Drusilla muere en un incendio mientras su mansión arde a su alrededor y su cuidador se apresura a entrar para estar con ella en las llamas. En este punto, la amenaza de muerte se convirtió en una presencia real en la tira.
A mediados de 1945, la tira diaria pasó a un formato de chiste diario, con breves continuidades de dos semanas durante el verano de 1947. En septiembre de 1947, la tira volvió a tener continuidades largas e introdujo un nuevo personaje: Eega Beeva, "el Hombre del Mañana". Eega Beeva era una extraña criatura de quinientos años en el futuro, un humano altamente evolucionado que entendía la tecnología del futuro y poseía poderes misteriosos. Tenía un extraño acento del futuro que añadía una P al principio de la mayoría de las palabras. En febrero se le unió su mascota Pflip, y se convirtió en el compañero de Mickey durante los siguientes años, regresando a su hogar en el futuro en julio de 1950, al final de "El tesoro de Moook".
En una página dominical de octubre de 1949, Goofy compró un pájaro miná hablador y egocéntrico llamado Ellsworth. También creado por Walsh, Ellsworth fue un foco importante de la tira dominical durante diez años, a veces desplazando a Mickey de su propia tira. También apareció en la tira diaria en 1956, una vez que los diarios también se centraron en los chistes.

### Década de 1950 en adelante
La tira diaria tomó un giro más oscuro a principios de la década de 1950. Alberto Becattini dijo: "Especialmente después de que Eega Beeva se fuera, Mickey se vio envuelto involuntariamente en peligrosas aventuras cuyo desarrollo y resultado ya no parecía poder controlar". Goofy, que había estado bastante ausente de la tira diaria durante el mandato de Eega Beeva, regresó a la tira en marzo de 1951 con "Dry Gulch Goofy", una historia en la que se convierte en actor de Hollywood.
A mediados de 1955, King Features Syndicate pidió a Gottfredson y Walsh que dejaran de escribir continuidades y se convirtiera en una tira cómica de un solo chiste diario; les preocupaba que las series de televisión estuvieran haciendo que el público perdiera el interés en las tiras cómicas de aventuras. Walsh continuó escribiendo la tira diaria hasta 1964.
Entre los personajes secundarios notables de la tira cómica diaria se incluyen el amigo de Morty, Alvin (1956-1975), y su novia Millie (1962-1987), el Doctor Proctor (1966-1989) y la novia de Goofy, Glory-Bee (1969-1979), que también apareció en los cómics de Disney a principios de los años 70.